# الوديعة (محافظة شرورة)
الوديعة هي إحدى مراكز محافظة شرورة التابعة لمنطقة نجران، وتبعد عنها ما يقارب 360 كم. عدد السكان مقدر ب 20,000 نسمة. تقع مدينة الوديعة في الطرف الغربي الجنوبي من صحراء الربع الخالي تمتاز بموقعها الجغرافي المميز بحيث تعدّ البوابة الجديدة للسعودية للقادمين عبر الجمهورية اليمنية تقع في مفترق طرق تربط بين الجنوب والشمال وبين الغرب والشرق.

## الموقع
تقع حسب خطوط الطول والعرض (17.28 شمالا) و(47.06 شرقا).

## الحالة التاريخية
تعدّ الوديعة تاريخياً من ضمن حدود الدولة السعودية الاولى وفي منتصف القرن العشرين قامت السعودية بضمها وبعد توحيد المملكة العربية السعودية على يد المؤسس لملك عبد العزيز بن عبد الرحمن آل سعود ومع قيام الحكومة بتقديم التسهيلات المعتادة للمواطنين استقر المواطنين في الوديعة وشروره وتقديم قروض السكن والعلاج والماء لهم.
بعد ذلك استوطن الوديعة العديد من الناس فكانت هجرة طبيعية من خارجها للسكن والاستقرار في الوديعة مستفيدين مما يقدم لساكنيها من خدمات، بعضهم هاجر إليها طلبا لرعي الإبل
كذلك استقر في الوديعة الكثير من المتقاعدين من المدنيين ومن منسوبي السلك العسكري كل ذلك بفضل الله جل جلاله ثم ما تقدمه الحكومة من خدمات تكفل للمواطن العلم والصحة والرفاهية وما يمتاز به أهالي الوديعة من طبيعة إنسانية واجتماعية في تقبل كافة أطياف المجتمع السعودي.

## الجهات الحكومية
يوجد فيها امارة الوديعة وبلدية وشرطة ومركز سلاح الحدود ومستوصف ومدارس البنين والبنات حيث يبلغ عدد مدارس البنين 3 مدارس والبنات كذلك .

## التسوق
يوجد بها العديد من الأسواق التجارية الحديثة للملابس الجهازة وأدوات التجميل والقرطاسيات والأواني المنزلية ومتاجر ومستودعات الأغذية، كما تتوفر فيها شبكات الإتصال والهاتف الجوال.

## الإسكان
يوجد فيها مجمع للإسكان الخيري تابع للامير سلطان بن عبد العزيز تبعد عن شروره 50 كيلو متر وتبعد عن منفذ الوديعة 15كيلو متر.

## حرب الوديعة
في 27 نوفمبر 1969 شنت القوات اليمنية الجنوبية هجوم على مركز الوديعة واحتلتها وحاولت السيطرة على مدينة شرورة غير أنها بائت بالفشل، وفي 6 ديسمبر 1969 استطاعت القوات السعودية استرجاع الوديعة.